# Пиньял-Литорал
Субрегион Пиньял-Литорал (порт. Pinhal Litoral) — экономико-статистический субрегион в центральной Португалии.
Входит в состав Центрального региона.
Включает в себя часть округа Лейрия.
Территория — 1741 км². Население — 249 596 человек. Плотность населения — 143,4 чел./км².

## География
Субрегион граничит:
- на севере — субрегион Байшу-Мондегу
- на востоке — субрегионы Пиньял-Интериор-Норте и Медиу-Тежу
- на юге — субрегион Лезирия-ду-Тежу
- на западе — Атлантический океан и субрегион Оэште

## Муниципалитеты
Субрегион включает в себя 5 муниципалитетов округа Лейрия:
- Баталья
- Лейрия
- Маринья-Гранди
- Помбал
- Порту-ди-Мош